# Ногай
Ногай Гайса Іса Кутар Татар (монг. Ногай; тат. Nuğay, помер 1299 або 1300) — один з монгольських співправителів, нащадок Чингізхана, за деякими даними — праонук його сина Джучі. Першим його іменем було ім'я Акказ. Після взяття ісламу отримав ім'я Іса, що тюркською означає Ісус. Мав також прізвисько Єсун (Іса) Ногай, тобто «залізний пес».

## Походження
Хоча і походив з роду Чингізхана, Ногай не міг претендувати на старшинство в роді Джучі. Його батько, Кутар Татар (Тутар), був сином Тубал Бувал (Мувала) Тевала (Тевал Боал Бувала), сьомого сина Джучі. А все ще жили два онуки Бату: Менгу-Тимур (Монгка-Темюр) і Туда-Менгу (Теда-Монгка), обидва — сини Тугана. За іншою версією, він народився у змішаному шлюбі, і не вважався Чингізидом (материнська кров монголами не бралася до уваги), і не мав права займати ханський престол, але протягом сорока років диктував свою волю золотоординських ханам.

## Правління
Перші відомості про Ногая надходили про його активну участь у поході Бату-хана на південноруські землі — Київ, Чернігів, Галич. Ногай добре проявив себе під час походу проти Угорщини, Сербії та Болгарії. після смерті діда (сталася до 1253 року) переведений Батиєм із західних кордонів на схід від Волги біля Яіка, де отримав нові володіння.

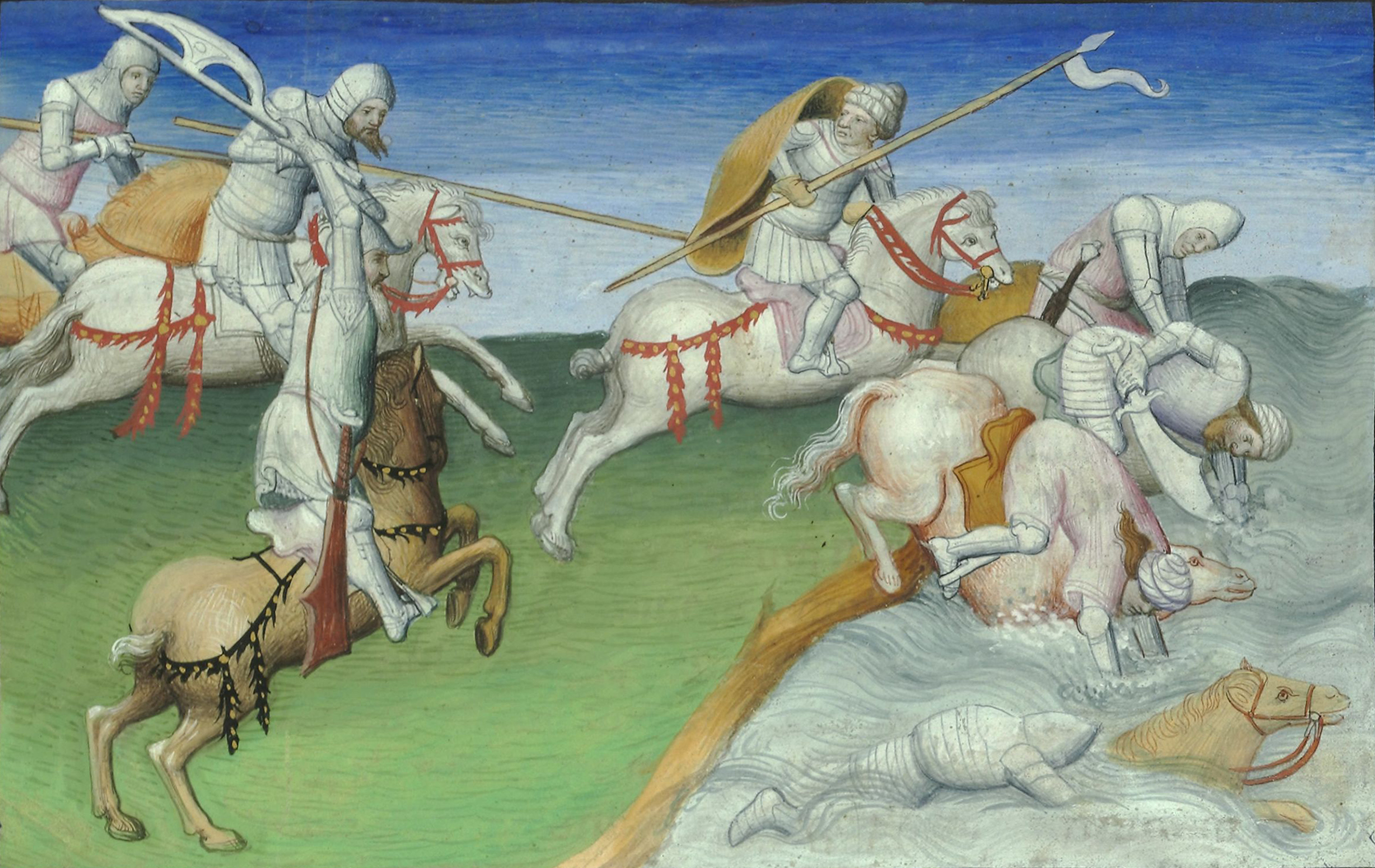
Битва на Тереку. Мініатюра з є"Вертограда історій країн Сходу" Хетума Патміча. Рукопис початку XV століття, Франція

Після 1257 року (смерті Татара у поході на Кавказ) призначений очільником Крила Мувала, але оскільки воно фактично розпалася, мав владу лише у власному улусі. У 1260 році північ Кримського улуса був під його контролем. У 1262 та 1265 роках за наказом хана Берке воював з Хулагуїдами на Кавказі. Спочатку його походи мали успіх, він отримав перемогу в битві на річці Терек, але зрештою Ногай зазнав невдачі. У липні 1265 війська на чолі з Ногаєм, форсувавши Куру, вторглися в Закавказзя. 19 липня військо Ногая було розбите Юшумутом, братом Абага, при Аксу і відступило на північ, у Ширван. За відомостями Рашид ад-Діна, в результаті поранення списом у цій битві Ногай втратив око; по Бадр ад-Діну аль-Айні, це сталося двома роками раніше в битві на Тереку. Тоді ж Ногай переселив до своїх земель у гирлах Прута та Дністра племена аланів.
В цей же час Ногай отримує у володіння як беклярбек (або темник) землі поміж річками Прут та Дністер. Там він зміцнював свою владу, ходив походами до Галицько—Волинського князівства та Болгарії. Ці держави фактично були залежними від орди Ногая, а не від ханів Золотої Орди. У 1270 році Ногай став фактично незалежним володарем. Для зміцнення свого становища у Чорноморському регіоні він у 1273 році одружився з Євфросинією, позашлюбною донькою візантійського імператора Михайла Палеолога. З цього моменту Ногай став називати себе ханом. Ще у 1270 році укладає союз з єгипетським султаном Бейбарсом проти Хулагуїдів. Столицею держави Ногая стало місто Ісакчі. У 1278 році Ногай вдерся та захопив Крим. Також йому сплачували данину царі Болгарії та королі Сербії.
Після смерті хана Менгу-Тимура у 1282 році Ногай зробив новим ханом Туда-Менгу. За час правління останнього фактичним володарем Золотої Орди був Ногай. Після смерті у 1287 році Туда-Менгу новим ханом Ногай зробив Тула-Бугі. Цього ж року вони разом здійснили похід проти Польщі, який виявився не зовсім вдалим, внаслідок чого між Ногаєм та ханом виник конфлікт. В результаті у 1290 році останній загинув. Новий хан Токта, який був обраний за підтримки Ногая, вирішив боротися з необмеженою владою Ногая. В цьому Токту підтримала знать Золотої Орди. Проте деякий час військових дій не відбувалося.
У 1297 році Ногай став карбувати власну монету з написом «Хан правосудний Ногай». Цього ж року було вбито онука Ногая — Актаджу, який збирав данину. Ногай у відповідь вдерся до півострова, спалив Херсонес, Чуфут-Кале, Керч, Судак.
У 1298 році почалася війна з ханом Токтою. Перша битва відбулася у пониззі річки Сіверський Донець. В ній переміг Ногай, захопивши землі до річки Дон. Втім, Токта зумів знов зібрати значну силу, з якою рушив на Ногая. Наприкінці 1299 — на початку 1300 відбулася вирішальна битва у місцині Куканлик (або Кагамлик) у сучасній Одеській області. Цього разу військо Ногая було розбито вщент. Ногай намагався втекти, але був вбитий руським вояком, які складали значну частину війська хана Токти.

## Вшанування пам'яті
У містах Бердянськ та Мелітополь є вулиця Ногайська.